# HP-UX
O HP-UX (de "Hewlett Packard Unix") é a implementação proprietária do sistema operacional Unix da Hewlett Packard Enterprise, baseado no Unix System V (inicialmente System III) e lançado pela primeira vez em 1984. As versões atuais são compatíveis com os servidores HPE Integrity, baseados na arquitetura Itanium da Intel.
Ele é um dos três sistemas operacionais comerciais que têm versões certificadas para o padrão UNIX 03 do The Open Group. (Os outros são o macOS e o AIX.)

## Segurança
A versão 11i v2 introduziu a detecção de intrusão baseada no kernel, geração de números aleatórios fortes, proteção contra estouro de buffer de pilha, particionamento de segurança, gerenciamento de acesso baseado em função e várias ferramentas de segurança de código aberto.
A HP classifica os recursos de segurança do sistema operacional em três categorias: dados, sistema e identidade:
| Categoria  | Produtos de segurança                                                                                          |
| ---------- | --- |
| Dados      | Volumes criptografados e sistemas de arquivos, computação confiável, lista de permissões, contêineres, IPsec   |
| Sistema    | Assistente de software, Bastille, Sistema de auditoria, ., IDS de host, Extensões de segurança de modo padrão, |
| Identidade | RBAC, PAM-Kerberos, servidor AAA, servidor Kerberos                                                            |